# Вышнее Долгое
Вы́шнее До́лгое — село в Должанском районе Орловской области России. Входит в состав Урыновского сельского поселения.

## География
Село находится на расстоянии 4 км к западу от посёлка городского типа Долгое, административного центра района, и 137 км к юго-востоку от города Орёл, административного центра области.

## Население
| 2002 | 2010 |
| ---- | ---- |
| 253  | ↘224 |

### Национальный состав
Согласно результатам переписи 2002 года, в национальной структуре населения русские составляли 98 % из 253 чел.